# Missa del gall
Es denomina popularment missa del gall o Matines (de Nadal) la missa que se celebra a mitjanit o poc abans de Nadal en commemoració del Naixement de Jesús. A Mallorca, Eivissa, Formentera i gran part del País Valencià s'empra la denominació Matines (de Nadal), mentre que al Principat s'empra la denominació missa del gall. A Mallorca, Ontinyent (País Valencià) i l'Alguer (Sardenya) s'hi canta tradicionalment el Cant de la Sibil·la, que anuncia l'arribada de Jesús i el judici final.
Modernament, perquè l'hora tardana impedeix la facilitat d'afluència de famílies amb infants, se celebra una missa més d'hora el dia 24 de desembre, sovint a les vuit del vespre, i que popularment és anomenada a vegades com a "missa del pollet".

## Història

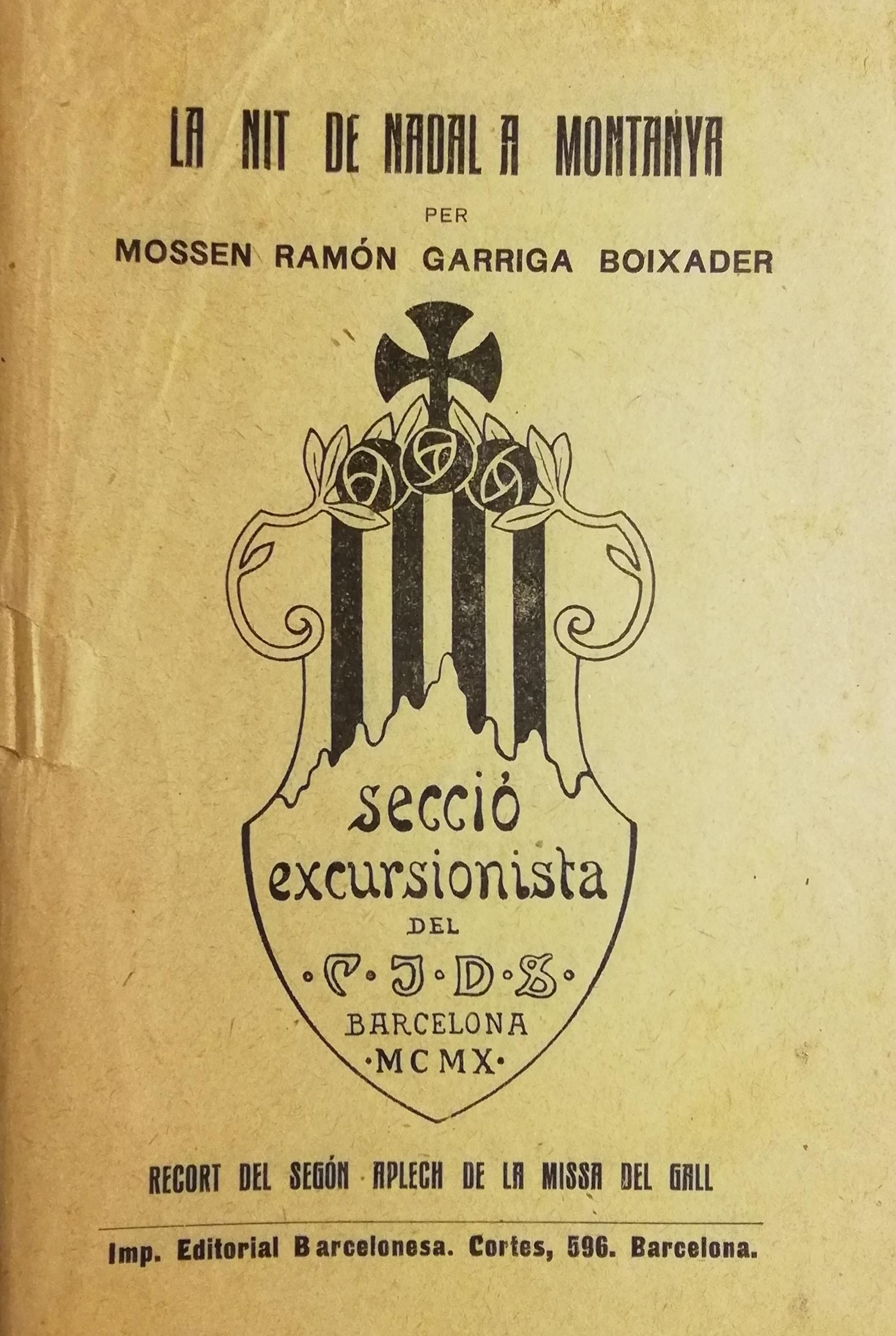
Llibret de record del segon aplec d'una Missa del Gall celebrada a Cerdanyola l'any 1912

L'origen de la missa del gall s'atribueix a una faula que afirma que va ser aquest animal el primer que va presenciar el naixement de Jesús i que ho va anunciar a tothom. Per això, antigament, el cant del gall donava inici a la missa. També s'especula que aquesta denominació podria provenir del fet que antigament a les esglésies s'alliberaven ocells per celebrar el naixement de Jesús, tot i que encara més antigament el que es feia era sacrificis de galls, l'au que representa el Sol, tant pel color de la seva cresta com perquè és l'animal que canta quan surt el Sol.
El papa Sixt III (segle v dC) va introduir a Roma el costum de celebrar per Nadal una vigília nocturna, a mitjanit, "després de cantar el gall", en un petit oratori anomenat ad praesepium ("davant el pessebre") situat darrere de l'altar major. Aquesta expressió es deu al fet que els antics romans anomenaven "el cant del gall" el començament del dia, a la mitjanit, lògicament es va dir 'missa del gall' la missa que se celebrava a aquesta hora. Era més una festa que una missa solemne com és actualment. Abans que comencés la missa, la gent cantava a la porta de l'església.

## Celebració en altres països
Aquest costum també està arrelat als països d'Amèrica Llatina, on hi ha el major nombre de catòlics a nivell mundial. A Veneçuela se l'anomena misa de aguinaldo, fent al·lusió a la música tradicional nadalenca coneguda amb aquest nom. A les Filipines s'hi fa igualment una missa similar a la del gall a causa de la colonització del territori pels espanyols, que van deixar-hi la petja de la seva tradició catòlica.